# Aegopis tenerrimus
Aegopis tenerrimus is een slakkensoort uit de familie van de Zonitidae. De wetenschappelijke naam van de soort is voor het eerst geldig gepubliceerd in 1890 door Brancsik.